# روسيل (أونتاريو)
روسيل، أونتاريو (بالإنجليزية: Russell)‏ هي مدينة كندية تقع في مقاطعة أونتاريو. تبلغ مساحة هذه المدينة 198.956 (كم²)، ويبلغ عدد سكانها 13883 نسمة حسب إحصاء سنة 2006 م، بينما كان يسكنها 12412 نسمة في سنة 2001 م. تحتل هذه المدينة المرتبة رقم 271 بين مدن كندا حسب عدد السكان والمرتبة رقم 106 في المقاطعة. نما عدد السكان في هذه المدينة بنسبة (11.9) بين العامين المذكورين.

## وصلات خارجية
- الأطلس الحكومي لكندا
- إحصاءات كندا مع ساعة تعداد السكان